# Géza Szigritz
Géza Szigritz   (Kriváň, 18 de gener de 1907 - Eger, 12 de desembre de 1949) va ser un nedador hongarès que va competir durant la dècada de 1920.
El 1928 va prendre part en els Jocs Olímpics d'Amsterdam, on va disputar dues proves del programa de natació. Fou quart en la prova dels 4×200 metres lliures, quedant eliminat en sèries en els 400 metres lliures.
En el seu palmarès destaquen dues medalles al Campionat d'Europa, de plata el 1926 i bronze el 1927, sempre en la prova dels 4×200 metres lliures.